# Giōrgos Palalas
Giōrgos Palalas (in greco Γιώργος Παλάλας?; Limassol, 20 marzo 1981) è un ex cestista e allenatore di pallacanestro cipriota.

## Palmarès
- Campionato cipriota: 5

AEL Limassol: 2005-06, 2006-07
AEK Larnaca: 2014-15, 2015-16, 2017-18
- Coppa di Cipro: 3

AEL Limassol: 2007
AEK Larnaca: 2017, 2018
- Supercoppa di Cipro: 10

AEL Limassol: 2005, 2006, 2007, 2008, 2009
AEK Larnaca: 2013, 2015, 2016, 2017, 2018